# Don Juan (pel·lícula de 1950)
Don Juan és una pel·lícula espanyola de 1950 dirigida per José Luis Sáenz de Heredia. Es tracta d'una adaptació de Don Juan Tenorio de José Zorrilla.

## Argument
Don Juan abandona Venècia i torna a la seva Sevilla natal, on s'assabenta que el seu pare ha mort i que condiciona la seva herència al seu casament amb Donya Inés. Ell intenta enganyar-la per no casar-se, però quan la coneix queda fascinat per la seva bellesa.

## Repartiment
- Antonio Vilar - Don Juan
- Annabella - Senyora Ontiveras
- María Rosa Salgado - Donya Inés de Ulloa
- Santiago Rivero - Don Gonzalo de Ulloa
- José Ramón Giner - Chuti
- Enrique Guitart - Don Luis Mejía
- Mario Berriartúa - Hernando
- María Asquerino - Claudina

## Premis
Medalles del Cercle d'Escriptors Cinematogràfics
| Categoria       | Persona                    | Resultat  |
| --------------- | -------------------------- | --------- |
| Millor director | José Luis Sáenz de Heredia | Guanyador |

Premis del Sindicat Nacional de l'Espectacle de 1950Primer premi (500.000 pessetes)